# Elisabetta Canori Mora
Elisabetta Canori Mora, född 21 november 1774 i Rom, död 5 februari 1825 i Rom, var en italiensk tertiar inom trinitarieorden. Hon vördas som salig i Romersk-katolska kyrkan, med minnesdag den 5 februari.
Saliga Elisabetta är begravd i kyrkan San Carlo alle Quattro Fontane på Quirinalen i Rom.